# تشان هو يين
تشان هو يين (بالصينية: 陳浩然) هو لاعب كرة قدم ومدرب كرة قدم صيني، ولد في 25 فبراير 1978 في هونغ كونغ في الصين. لعب مع نادي كيتشي.